# Lilith (nome)
Lilith  è un nome proprio di persona inglese femminile.

## Origine e diffusione

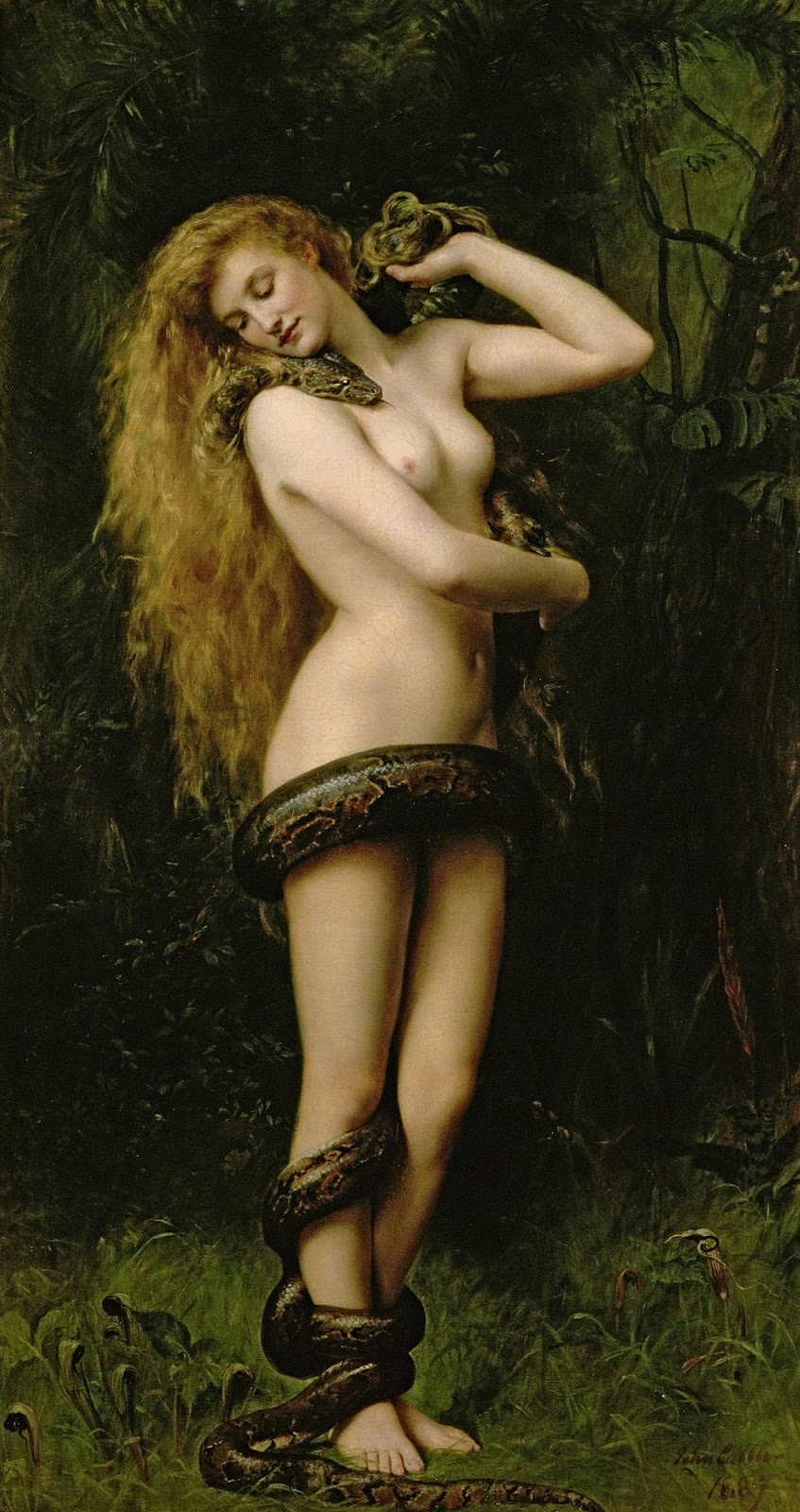
Lilith in un dipinto di John Collier

Riprende il nome di Lilith, che nella tradizione ebraica medievale è la prima moglie di Adamo, sostituita da Eva perché non restava sottomessa al marito; questo personaggio non appare mai nelle Scritture, e l'unica occorrenza del termine lilith nella Bibbia è in Is 34.14, un hapax legomenon che viene tradotto in molte versioni come "civetta". 
La figura di Lilith va ricondotta ad uno spirito femminile malvagio della mitologia sumera e babilonese, la lilitu (che ha anche un corrispettivo maschile, il lilu), il cui nome si basa sul sumero lil ("aria"), con il possibile significato di "dea delle tempeste". L'etimologia popolare lo ha connesso, più tardi, prima con l'accadico lilâtu ("sera"), e poi con l'ebraico לילה (láyla, laylah, "notte"), dandogli il significato di "notturna" o "strega della notte".
Negli ambienti anglofoni, il nome è in uso dal XIX secolo; è attestato anche in spagnolo e catalano come Lilit e in lettone come Lilita.

## Onomastico
Non esistono sante che portano questo nome, quindi è adespota. L'onomastico può essere festeggiato in occasione di Ognissanti, il 1º novembre.

## Persone
- Lilith Saintcrow, scrittrice statunitense
- Lilith Stangenberg, attrice tedesca

### Varianti
- Lillita Louise MacMurray, vero nome di Lita Grey, attrice statunitense